# Loni Anderson
Loni Kaye Anderson (ur. 5 sierpnia 1945 w Saint Paul, zm. 3 sierpnia 2025 w Los Angeles) – amerykańska aktorka i seksbomba lat 70. Odtwórczyni roli recepcjonistki Jennifer Elizabeth Marlowe w sitcomie CBS WKRP w Cincinnati (WKRP in Cincinnati, 1978–1982), za którą była nominowana trzykrotnie do Złotego Globu dla najlepszej aktorki w serialu komediowym lub musicalu i dwukrotnie do nagrody Emmy w kategorii wybitna aktorka drugoplanowa w serialu komediowym. 

## Wczesne lata
Urodziła się w Saint Paul w Minnesocie jako córka modelki Maxine Hazel (z domu Kallin) i chemika środowiska Klaydona Carla „Andy’ego” Andersona. Pierwotnie jej imię brzmiało „Leiloni”, lecz potem jako nastolatka zmieniła je na „Loni”, w reakcji na częste przekręcanie jej imienia na „Lay Loni”. Jej rodzina była pochodzenia szwedzkiego, norweskiego, niemieckiego, angielskiego i szkockiego. Wychowywana była w wierze luterańskiej. Dorastała na przedmieściach Roseville w Minnesocie. Podczas gdy uczęszczała do szkoły podstawowej, jej rodzina mieszkała w New Brighton i później przeprowadziła się do Shoreview, gdzie kontynuowała naukę w Alexander Ramsey Senior High School, gdzie jako uczennica ostatniej klasy liceum została wybrana Królową Zimowego Balu Walentynkowego w 1963. Jak wspomina w swojej autobiografii My Life in High Heels, jej ojciec zamierzał nadać jej imię Leilani, ale zdał sobie sprawę, że gdy osiągnie wiek nastoletni, imię to prawdopodobnie zostanie zmienione (na „Lay” Lani), więc zmieniono je na po prostu Loni. Będąc studentką sztuki na Uniwersytecie Minnesoty, brała udział w konkursach piękności i je wygrywała, w tym zajęła drugie miejsce w konkursie Miss Minnesota w 1964.

## Kariera
Występowała na scenie w Friar Dinner Theatre w Minneapolis, Chanhassen Dinner Theatres w Chanhassen i Old Log Theatre w Greenwood w przedstawieniach: Urodzeni wczoraj jako Emma „Billie” Dawn, Skrzypek na dachu w roli Tzeitel, Dziewczyna w gwiazdki Neila Simona jako Sophie, a także Nigdy za późno, Kankan, Opera za trzy grosze Bertolta Brechta, W każdą środę, Nie przysyłaj mi kwiatów i Sekretne życie Waltera Mitty Jamesa Thurbera.
Po przeprowadzce do Kalifornii, pojawiła się na szklanym ekranie w 1975 w serialach, w tym w ABC S.W.A.T. u boku Roberta Uricha i NBC Sierżant Anderson (Police Woman) z Angie Dickinson. W 1976 kandydowała do roli Chrissy Snownie w sitcomie Three’s Company, którą ostatecznie dostała Suzanne Somers. Gościła jako Pani Swenson w sitcomie NBC The McLean Stevenson Show (1976) z McLeanem Stevensonem. Na dużym ekranie zadebiutowała w dramacie kryminalnym Mściciel (Vigilante Force, 1976) u boku Krisa Kristoffersona i Jana-Michaela Vincenta.
Od 18 września 1978 do 20 września 1982 grała rolę zmysłowej idealnej recepcjonistki Jennifer Elizabeth Marlowe, która w niewytłumaczalny sposób potrafi żyć luksusowo za skromne dochody, w sitcomie CBS WKRP w Cincinnati (WKRP in Cincinnati). Była nazywana złotą dziewczyną. Rolę zaproponowano jej, gdy producenci zobaczyli plakat przedstawiający ją w czerwonym kostiumie kąpielowym – pozie podobnej do słynnego plakatu Farrah Fawcett z 1976. Hugh Wilson, twórca sitcomu, powiedział później, że Anderson dostała rolę, ponieważ jej ciało przypominało Jayne Mansfield i emanowała niewinną seksualnością Marilyn Monroe.
W biograficznym filmie telewizyjnym CBS Opowieść o Jayne Mansfield (The Jayne Mansfield Story, 1980) u boku Arnolda Schwarzeneggera wcieliła się w postać legendarnej gwiazdy hollywoodzkiej Jayne Mansfield. W latach 1981–1982 wzięła udział w nagraniach radiowych. Po zakończeniu serialu WKRP w Cincinnati zagrała starzejącą się piosenkarkę country Mollie Dean Purcell, która nie może pogodzić się z sukcesem młodej piosenkarki country (Linda Hamilton) w dramacie telewizyjnym CBS Country Gold (1982). Za rolę Pembrook Feeney w komedii Stroker Ace (1983) z Burtem Reynoldsem zdobyła nominację do Złotej Maliny w dwóch kategoriach – dla najgorszej debiutującej nowej gwiazdy kinowej (laureatem był Lou Ferrigno) i najgorszej aktorki (laureatką została Pia Zadora). W dramacie telewizyjnym Tajemnicze morderstwo Thelmy Todd (White Hot: The Mysterious Murder of Thelma Todd, 1991) z udziałem Roberta Daviego została obsadzona w roli gwiazdy kina Thelmy Todd. Wystąpiła potem w sitcomie NBC Pielęgniarki (Nurses, 1993–1994) i operze mydlanej Melrose Place (1996).

## Życie prywatne
10 lipca 1964 wyszła za mąż za Bruce’a Donalda Hasselberga, z którym miała córkę Deidrę Hoffman. W 1966 rozwiodła się. 28 stycznia 1974 poślubiła Rossa Bickella, z którym rozwiodła się 20 sierpnia 1981. Siedem lat później, 29 kwietnia 1988, wzięła ślub z aktorem Burtem Reynoldsem, z którym w 1988 zaadoptowała syna Quintona. Pięcioletnie małżeństwo zakończyło się oficjalnie 7 marca 1993. Była w nieformalnym związku z Geoffreyem Brownem, prawnikiem z Los Angeles, który był reprezentantem podczas procesu sądowego przeciwko firmie kosmetycznej, która bez zgody Loni Anderson użyła jej nazwiska do kampanii reklamowej. 17 maja 2008 zawarła po raz czwarty związek małżeński z Bobem Flickiem.

### Śmierć
Zmarła 3 sierpnia 2025 w szpitalu w Los Angeles, po długotrwałej chorobie w wieku 79 lat.

## Filmografia

### Filmy fabularne
- 1966: Nevada Smith jako brunetka saloonowa dziewczyna
- 1976: Siła Vigilante (Vigilante Force) jako Peaches
- 1983: Stroker Ace jako Pembrook Feeney
- 1984: Samotny facet (The Lonely Guy) jako Loni Anderson
- 1989: Wszystkie psy idą do nieba (All Dogs Go to Heaven) jako Flo (głos)
- 1992: Munchie jako Cathy
- 1998: Odlotowy duet (A night at the Roxbury) jako Barbara Butabi
- 1998: Małolaty ninja w lunaparku (3 Ninjas High Noon At Mega Mountain) jako Mary Ann „Medusa” Rogers
- 2017: Love You More jako Jean Carlyle-Dixon

### Filmy telewizyjne
- 1977: Przygody Freddy’ego (The Magnificent Magical Magnet of Santa Mesa) jako pani Daroon
- 1978: Trzy na randce (Three on a Date) jako Angela Ross
- 1980: Siegfried i Roy (Siegfried and Roy) jako Gość
- 1980: Opowieść o Jayne Mansfield (The Jayne Mansfield Story) jako Jayne Mansfield
- 1981: Sizzle jako Julie Davis
- 1982: Country Gold jako Mollie Dean Purcell
- 1984: Sekretne życie mojej matki (My Mother’s Secret Life) jako Ellen Blake
- 1984: Samotny facet (The Lonely Guy) – w roli samej siebie
- 1985: List do trzech żon (A Letter to Three Wives) jako Lora Mae Holloway
- 1986: Spleciony (Stranded) jako Stacy Tweed
- 1987: Blondie & Dagwood jako Blondie Bumstead (głos)
- 1988: Konieczność (Necessity) jako Lauren LaSalle
- 1988: Zabójczy szept (A Whisper Kills) jako Liz Bartlett
- 1988: Zbyt dobry, by był prawdziwy (Too Good to Be True) jako Ellen Berent
- 1989: Wyrok przez telefon (Sorry, Wrong Number) jako Madeleine Stevenson
- 1989: Blondie & Dagwood: Second Wedding Workout jako Blondie Bumstead (głos)
- 1990: Pieniążek w fontannie (Coins in the Fountain) jako Leah
- 1990: Blown Away jako Lauren
- 1991: Tajemnicze morderstwo Thelmy Todd (White Hot: The Mysterious Murder of Thelma Todd) jako Thelma Todd
- 1992: Cenę zapłaciła (The Price She Paid) jako Lacey
- 1994: Hazardzista (Gambler V: Playing for Keeps) jako Fanny Porter
- 1994: Bez ostrzeżenia (Without Warning) jako aktorka w segmencie otwarcia filmu
- 1995: Śmiertelne rodzinne tajemnice (Deadly Family Secrets) jako Martha
- 2023: Kobiety lat 80.: Święta Bożego Narodzenia w stylu diw (Ladies of the '80s: A Divas Christmas) jako Lily Marlowe

### Seriale
- 1975: S.W.A.T. jako Opiekun artystyczny / Miss Teksasu
- 1975: Niewidzialny człowiek (The Invisible Man) jako Andrea Hanover
- 1975: Harry O jako Linzy
- 1975: Phyllis jako Rita
- 1975: Sierżant Anderson (Police Woman) jako kelnerka
- 1976: Police Story jako kelnerka
- 1976: Barnaby Jones jako Joanna Morgan / Dee Dee Danvers
- 1976: The McLean Stevenson Show jako pani Swenson
- 1977: Statek miłości (The Love Boat) jako Barbie
- 1977: The Bob Newhart Show jako Leslie Greely
- 1978: The Incredible Hulk jako Sheila Cantrell
- 1978: Three’s Company jako Susan Walters
- 1978–1982: WKRP w Cincinnati (WKRP in Cincinnati) jako Jennifer Elizabeth Marlowe
- 1979: Muppety jadą do Hollywood (The Muppets Go Hollywood) w roli samej siebie
- 1980: Statek miłości (The Love Boat) jako Kitty Fields / Kim Holland
- 1980: Fantastyczna wyspa (Fantasy Island) jako Kim Holland
- 1984: Współsprawcy (Partners in Crime) jako Sydney Kovak
- 1985: Niesamowite historie (Amazing Stories) jako Love
- 1986–1987: Easy Street jako L.K. McGuire
- 1990: B.L. Stryker jako Dawn St. Claire
- 1991–1992: Nowy WKRP w Cincinnati (The New WKRP in Cincinnati) jako Jennifer Marlowe
- 1993: Empty Nest jako Casey MacAfee
- 1993: Vicki! jako Loni Anderson
- 1993–1994: Pielęgniarki (Nurses) jako Casey MacAfee
- 1995: Prawo Burke’a (Burke’s Law) jako Claudia Loring
- 1995: Kobieta domu (Women of the House) jako Loni Anderson
- 1996: Melrose Place jako Teri Carson
- 1996: Sabrina, nastoletnia czarownica (Sabrina, the Teenage Witch) jako Racine
- 1998: Fast Track
- 1998: Słodkie zmartwienia (Clueless) jako Barbara Collier
- 1999: Z życia gwiazd (Movie Stars) jako Audrey Wyatt
- 1999: V.I.P. jako Carol Irons
- 2001: Trzy siostry (Three Sisters) jako Janet
- 2003–2004: The Mullets jako Mandi Mullet-Heidecker
- 2005: Kaczor Dodgers (Duck Dodgers) w roli samej siebie
- 2006: So Notorious jako Kiki Spelling
- 2010: The Tonight Show jako matka Jaya Leno
- 2016: Dzidzitata (Baby Daddy) jako niania Lyle
- 2016–2020: Moja siostra jest gejem (My Sister Is So Gay) jako Frances